# 查尔斯·基弗
查尔斯·基弗（英語：Charles Kieffer，1910年8月11日—1975年11月8日），美国男子赛艇运动员。他曾代表美国参加1932年夏季奥林匹克运动会赛艇比赛，获得男子双人单桨有舵手金牌。